# Przemko III d'Opava
Przemko III d'Opava dit le Jeune (également nommé Přemek III ou Primislaus III; tchèque : Přemysl III. Opavský; allemand : Přemysl III. von Troppau; né vers 1450 – 17 février 1493) est un membre de la lignée d'Opava de la dynastie des Přemyslides. Il fut duc titulaire d'Opava et chanoine de l'archidiocèse de Wrocław, de l'archidiocèse d'Olomouc et de l'archidiocèse de Vienne, et également Prévôt de la paroisse Saint-Othmar de Mödling. Les sources anciennes le confondent parfois avec son oncle et homonyme Przemko II d'Opava.

## Biographie
Przemko III est le fils du duc Guillaume d'Opava et de Salomé, une fille de Půta III de Častolovice. Après la mort de son père en 1452, son frère cadet Ernest prend la régence de ses neveux
Przemko III et ses frères Frédéric et Venceslas III héritiers des deux tiers du duché d'Opava alors que leur cousin germain Jean II contrôle le tiers restant.  
Leur père, Guillaume avait céder  en 1452 contre 1/3 d'Opava à Ernest ses droits sur le duché de Münsterberg, c'est pour cette raison que, Przemko et ses frères n'en héritaient pas.  Les frères utilisent néanmoins le titre de « Duc de Münsterberg » . Ernest d'Opava, du fait de son droit de tuteur et de régent de ses neveux, vend leurs 2/3 d'Opava en 1464 au duc Bolko V d'Opole. Jean II d'Opava de son côté conserve sa part de 1/3.
Comme Przemko III n'a guère de perspective de bénéficier de revenus satisfaisants, son oncle le destine à une carrière religieuse. En 1464, il entre à l'université de Cracovie sous le nom de Preclarus princeps Przyemislaus dux Oppawie d. T.. Il devient membre du chapitre de Chanoine de la cathédrale  de  Wrocław, comme son oncle Przemko II d'Opava afin de les distinguer on les nomme alors(dux junior et dux senior) car les archives de Wrocław le présentent encore comme « Duc de Münsterberg » en 1466.  Il devient aussi vers la même époque chanoine de l'archidiocèse d'Olomouc.
Au cours du second semestre de 1471, Przemko III étudie à l'université de Vienne, où probablement il reçoit son diplôme universitaire.  En 1479, il succède à Paul Laubmann comme doyen de la Cathédrale de Vienne. Dans 
son titre de nomination il est appelé Primislaus dux Oppaue.  Il succède aussi au même Paul Laubmann comme prévôt de la paroisse Saint-Othmar à Mödling. Il reçoit sa nomination de l'empereur Frédéric III du Saint-Empire, en même temps qu'un logement à la cour ducale, où il va vivre le restant de ses jours.  Ses armoiries décorent encore son ancien appartement. Il semble avoir pris sa fonction de pasteur très au sérieux. Dans les archives de l'archevêché de Vienne plusieurs documents de la période 1481-1484 évoquent son activité. Bien qu'il ait été finalement ruiné par la disparition du duché d'Opava, son grade universitaire fait de lui un des nobles les plus respectés et les plus accomplis de Silésie et de Moravie de son époque.
Przemko II meurt célibataire le 17 février 1493. Il est inhumé dans l'église de Saint-Othmar de Mödling. Une plaque de marbre rouge gravée est apposée sur le mur nord de l'édifice.  On peut y lire l'inscription : Anno Domini 1493. 17. februarii obiit hic illustris princeps Primislaus Opavie dux. Wratislaviensi Olemucensis et Wiennensis. Ecclesiarum canonicus plebanus hic in Medling atque decanus Wienne Austrie, cuius anima vivat Deo. Amen.

## Source de la traduction
- (en) Cet article est partiellement ou en totalité issu de l’article de Wikipédia en anglais intitulé « Przemko III, Duke of Opava » (voir la liste des auteurs).